# 达尔达尼
达尔达尼（法語：Dardagny，法語發音：[daʁdaɲi]）是瑞士日内瓦州的一个市镇，位于日内瓦市区以西，罗讷河右岸，西、北两面与法国接壤。达尔达尼有为生产葡萄酒而开辟的面积广大的葡萄园。

## 外部連結
- （法文）达尔达尼官方网站 （页面存档备份，存于）